# 滝沢敏文
滝沢 敏文（たきざわ としふみ、1953年9月18日 - 2015年6月22日）は、日本のアニメーション演出家、アニメーション監督。

## 経歴
長野県松本市出身。東京造形大学映像科では写真と映画を専攻。大学を卒業後、東京アニメーションフィルム（現：アニメフィルム）に入社。同社に撮影スタッフとして勤務した後、シンエイ動画に移籍し演出助手に転向した。その後日本サンライズ（現：サンライズ）に活動の拠点を移し、『装甲騎兵ボトムズ』『ダーティペア』などの演出チーフ・監督を務めた。その後はフリーの演出家として活動していた。2011年からは、倉敷芸術科学大学の講師も務めていた。
2015年6月22日、食道がんのため逝去。61歳没。

## 参加作品

### テレビアニメ
- 一球さん（1978年）コンテ
- ドラえもん（1979年）コンテ
- サイボーグ009（新）（1979年 - 1980年）ストーリーボード、演出
- 科学冒険隊タンサー5（1979年 - 1980年）絵コンテ、演出
- 伝説巨神イデオン（1980年 - 1981年）絵コンテ、演出
- 太陽の使者 鉄人28号（1981年）絵コンテ
- 太陽の牙ダグラム（1981年 - 1983年）絵コンテ
- 戦闘メカ ザブングル（1982年）絵コンテ、演出
- 装甲騎兵ボトムズ（1983年 - 1984年）演出チーフ、絵コンテ
- 銀河漂流バイファム（1983年 - 1984年）絵コンテ
- 重戦機エルガイム（1984年 - 1985年）ストーリーボード
- 機動戦士Ζガンダム（1985年 - 1986年）ストーリーボード
- ダーティペア（1985年）監督（鹿島典夫と連名）、絵コンテ
- 蒼き流星SPTレイズナー（1985年 - 1986年）絵コンテ
- 機動戦士ガンダムΖΖ（1986年 - 1987年）OPコンテ、ストーリーボード
- 機甲戦記ドラグナー（1987年 - 1988年）OP演出、絵コンテ
- シティーハンター（1987年 - 1988年）絵コンテ
- 機動警察パトレイバー（1989年 - 1990年）絵コンテ、演出
- 機動戦士Vガンダム（1994年）絵コンテ
- 機動武闘伝Gガンダム（1994年 - 1995年）絵コンテ
- 獣戦士ガルキーバ（1995年）絵コンテ
- BURN-UP EXCESS（1997年 - 1998年）脚本
- SAMURAI 7（2004年）監督[4][5]、絵コンテ
- ガラスの艦隊（2006年）絵コンテ
- 恋する天使アンジェリーク〜心のめざめる時〜（2006年）絵コンテ[6]
- 黒執事（2008年）絵コンテ
- イナズマイレブン（2008年）絵コンテ
- ジョジョの奇妙な冒険（2012年）絵コンテ
- 超速変形ジャイロゼッター（2013年）絵コンテ
- 黒執事 Book of Circus（2014年）絵コンテ
- 七つの大罪（2014年）絵コンテ[7]

### OVA
- 装甲騎兵ボトムズ - ビッグバトル（1986年）絵コンテ、演出
- 装甲騎兵ボトムズ - 野望のルーツ（1988年）絵コンテ
- 機甲猟兵メロウリンク（1988年）ストーリーボード
- 神州魑魅変（1988年-1989年）絵コンテ
- New Story of Aura Battler DUNBINE（1988年）監督
- クラッシャージョウ - 氷結監獄の罠（1989年）監督
- クラッシャージョウ - 最終兵器アッシュ（1989年）監督
- ダーティペア 謀略の005便（1990年）監督、絵コンテ
- ファントム勇者伝説（1991年）絵コンテ
- みどりの守り神（1991年）絵コンテ
- 新海底軍艦（1996年）絵コンテ
- 装甲騎兵ボトムズ 幻影篇（2010年）絵コンテ

### 劇場アニメ
- 伝説巨神イデオン 接触篇（1982年）監督 ※総監督：富野喜幸
- 伝説巨神イデオン 発動篇（1982年）監督 ※総監督：富野喜幸
- 銀河英雄伝説外伝 黄金の翼（1992年）絵コンテ
- 幕末のスパシーボ（1997年）絵コンテ
- BLUE REMAINS（2001年）監督